# Кремлівський кардинал
38°16′31.01″ пн. ш. 69°13′35.70″ сх. д. / 38.2752806° пн. ш. 69.2265833° сх. д.
Кремлівський кардинал (англ. The Cardinal of the Kremlin) — роман в жанрі шпигунського трилера, написаний Томом Кленсі та випущений 20 травня 1988 року. Пряме продовження роману «Полювання за Червоним Жовтнем» (1984), у якому аналітик ЦРУ Джек Раян здійснює екстракцію (втечу з ворожого оточення) «Кардинала», високопоставленого агента в радянському уряді, якого переслідує КДБ, а також керівника радянської контррозвідки. У романі також розповідається про Стратегічну оборонну ініціативу (SDI), реальну систему протиракетної оборони, розроблену Сполученими Штатами в 80-і роки, та її радянський аналог. Книга дебютувала під номером один у списку бестселерів New York Times.

## Сюжет
Протягом тридцяти років полковник Михайло Семенович «Міша» Філітов, особистий помічник радянського міністра оборони та герой війни, передавав військову, технічну та політичну інформацію в розвідку ЦРУ, бувши агентом найвищого рівня і маючи кодове псевдо «Кардинал». Його остання і найважливіша місія стосується радянського дослідницького проєкту протиракетної боротьби під кодовою назвою «Яскрава зірка». Об'єкт базується в секретній оборонній локації, розташованій за 50 км на південний схід від Душанбе, Таджицька РСР.
Полковник Філітов посилає Геннадія Бондаренка, радянського полковника, який має досвід роботи з лазерами, до Душанбе, щоб оцінити об'єкт і водночас отримати інформацію, яку Філітов потім надішле своїм контактам у ЦРУ. На жаль, незначний промах під час передачі матеріалів Філітова ставить під удар КДБ весь ланцюжок залучених кур'єрів. Пізніше офіцери КДБ запідозрили Філітова і встановили за ним стеження. Оскільки мережа кур'єрів була закрита начальником станції ЦРУ в Москві Едвардом Фолі, матеріал Філітова про «Яскраву зірку» затримується; однак ЦРУ виявляє присутність агента КДБ, який проникає до американського аналога «Яскравої зірки» — проєкту «Tea Clipper».
ЦРУ високо цінить свого агента «Кардинала», з яким співпрацює багато років і доручає Едварду Фолі витягти його з СРСР. Однак, коли дружина Едварда Мері, також агент ЦРУ, намагається отримати матеріал від Філітова, їх заарештовує КДБ. Потім подружжя Фолі оголошують персонами нон грата, а Філітова ув'язнюють і піддають психологічним тортурам, поки він зрештою не зізнається у своїх злочинах. Намагаючись врятувати місію, аналітик ЦРУ Джек Раян, якому тепер стала відома особа «Кардинала», вигадує план, щоб забезпечити повернення Філітова і водночас схилити до втечі голову КДБ Миколу Герасимова, який розпочав боротьбу за посаду генсека КПРС, вміло скориставшись для цього викриттям Філітова; Раян намагається перешкодити приходу до влади Герасимова, переконаного прихильника тоталітарної і антиамериканської ідеології.
Раян, який є частиною американської команди з переговорів щодо озброєнь, їде до Москви на переговори щодо скорочення озброєнь. Там він зустрічається з Герасимовим і шантажує його, домагаючись звільнення Філітова і схиляючи того до зради своєї країни; якщо його вимоги не будуть виконані, він розкриє, що насправді сталося з радянським ракетним підводним човном «Червоний Жовтень», що зганьбить голову КДБ, який використав цей інцидент для зміцнення контролю КДБ над військовими. Герасимов відразу завдає контрудару — віддає наказ про викрадення головного дослідника проєкту «Tea Clipper», майора Алана Грегорі.
В операцію з викрадення Григорія була залучена агент КДБ Таня Бісяріна, яка займалася агентурним супроводом «крота» у «Tea Clipper» — доктора Беатріс Тауссіг, лесбійки, яка була нещасливо закохана в наречену Грегорі. Беатріс, зрештою, видає Бісяріну ФБР через почуття провини, а команда порятунку заручників рятує Грегорі, котрий перебував у полоні радянських викрадачів у занедбаному будинку в зарослях в Нью-Мексико. Пізніше Раян ошелешує Герасимова звісткою про крах операції викрадення, і той нарешті поступається шантажу Раяна. Дружину та доньку голови КДБ забирає з Естонії співробітник ЦРУ Джон Кларк з Естонії на підводний човен USS Dallas. Тим часом секретний об'єкт ПРО «Яскрава Зірка» поблизу Душанбе опинився під ударом загону афганських моджахедів, чий лідер був відомий як «Лучник», через його вдалий досвід використання ПЗРК для збиття радянських наземних літаків. Полковнику Бондаренку, який перебував там для другого раунду інспекції, вдається відбитись від нападників, захищаючи науковий та інженерний персонал «Яскравої зірки» та зрештою вбиваючи Лучника.
В останній день переговорів щодо роззброєння Герасимов звільняє Філітова, щоб вони обидва могли відправитися в аеропорт Шереметьєво, приєднавшись до Раяна та американської переговорної команди, яка повертається до Сполучених Штатів. Вони успішно сідають на борт літака американської делегації, але Раян отримує травми і потрапляє в руки офіцеру КДБ Сергію Головку, який був його партнером у переговорах щодо зброї та прибув на аеродром щоб перешкодити втечі. Потім Раяна привозять на приватну дачу генерального секретаря Нармонова, де вони обговорюють інтерес ЦРУ до його політичної позиції та втручання у внутрішню безпеку Радянського Союзу. Тим часом винищувачі МіГ-25 намагаються змусити літак американської делегації повернутися до Росії, але він успішно ухиляється від перехоплювачів.
Пізніше Філітов, який був детально опитаний ЦРУ, помирає вві сні через хворобу серця. Поховання відбувається у Кемп-Девіді, за двадцять миль від місця битви при Антієтамі, з військовими почестями. На його похоронах були присутні Раян і Грегорі, а також радянський військовий аташе, який запитав, чому Філітова поховали поряд з американськими солдатами, але в труні накритою прапором СРСР. Раян, який завжди працював над збереженням миру, пояснює йому: «Так чи інакше, ми всі боремося за те, у що віримо. Хіба це не дає нам спільну мову?».

## Дійові особи
- Джек Раян: спеціальний помічник заступника директора розвідки ЦРУ та головний представник ЦРУ в групі переговорів США щодо зброї.
- Михайло Семенович Філітов: особистий помічник міністра оборони СРСР і колишній офіцер-танкіст Радянської Армії під час Другої світової війни, тричі Герой Радянського Союзу. Пізніше він був завербований в ЦРУ Олегом Пеньковським на початку 1960-х під ім'ям «Кардинал», і стає їхнім найвищим агентом, котрий діє у Кремлі протягом тридцяти років. Він відвернувся від радянської влади після смерті дружини та двох синів і мав розбіжності з нинішнім радянським керівництвом через надмірні втрати радянських військових в Афганістані.
- Микола Герасимов: Голова Комітету Державної Безпеки (КДБ)
- Ватутін Климентій Володимирович: полковник КДБ, який вів слідство, а потім допитував Філітова.
- Андрій Ілліч Нармонов: Генеральний секретар Комуністичної партії Радянського Союзу.
- Сергій Головко: офіцер розвідки КДБ і контрагент Раяна на переговорах про скорочення озброєнь.
- Полковник Геннадій Бондаренко: полковник військ зв'язку, чиї технічні знання Філітов використовує, відправляючи його на «Яскраву Зірку» для інспекції об'єкта.
- Майор Алан Грегорі: провідний науковець Стратегічної оборонної ініціативи Сполучених Штатів, який працював над проєктом «Tea Clipper».
- Лучник: колишній вчитель математики афганського походження, який стає партизанським лідером після того, як втратив свою сім'ю внаслідок радянського авіаудару під час радянського вторгнення в Афганістан. Він отримав таке прізвисько через те, що був експертом із застосування ракет класу земля-повітря Стріла-2 та «Стінгер».
- Доктор Кендіс «Кенді» Лонг: експертка з адаптивної оптики, наречена майора Грегорі.
- Доктор Беатріс Тауссіг: оптичний фізик у «Tea Clipper» та агентка КДБ (під кодовою назвою «Лівія»), працює під контролем агентки КДБ Тані Бісяріної. Лесбійка, яка нещасливо закохується в докторку Кенді Лонг, свою колегу.
- Капітан Таня Бісяріна: оперативниця КДБ (приховане ім'я «Енн»), яка контролює Тауссіг і зрештою викрадає Грегорі. Пізніше була вбита снайпером під час штурму групою порятунку заручників ФБР.
- Едвард «Ед» Фолі: начальник відділу ЦРУ в Москві, працює під прикриттям пресаташе посольства. Отримував донесення від Філітова, пізніше був висланий з Радянського Союзу після арешту.
- Мері Пет Фолі: співробітниця ЦРУ, дружина Еда Фолі. Також займалась зв'язком з Філітовим, і також оголошена персоною нон ґрата після його арешту.
- Барт Манкузо: командир USS Dallas, підводного човна класу «Лос-Анджелес».
- Марко Раміус: колишній командир радянського підводного човна з балістичними ракетами «Червоний Жовтень», який у попередньому романі було викрадено та згодом затоплено. Зараз Марко працює на ВМС Сполучених Штатів і ЦРУ, допомагає здійснити втечу родині Герасимова, використовуючи свої знання про підводні човни та лідерські навички.
- Джон Кларк: оперативний офіцер ЦРУ, який вивозить дружину і дочку Герасимова з Радянського Союзу.
- Артур Мур: директор Центрального Розвідувального Управління.
- Джеймс Грір: заступник директора з розвідки ЦРУ.

## Тематика
Кремлівський кардинал вважався головним прикладом традиційного шпигунського роману Кленсі аж до виходу роману «Червоний кролик» (2002). Це включало «майже фетишистську увагу до деталей ремесла шпигунства та дослідження осіб, які беруть на себе цю небезпечну професію». Крім того, книга була написана за часів правління радянського генсека Михайла Горбачова, що розглядалось деякими істориками як вирішальний момент у світовій історії, коли комунізм у Радянському Союзі почав свій занепад. Кленсі підтверджує свою думку  що з такими реформаторами в радянському уряді, як Горбачов, країна, швидше за все, змінить відносини між Сполученими Штатами, що пізніше стало можливим завдяки розпаду країни через три роки.
Книга також була написана під час радянської окупації Афганістану, а також розквіту програми Стратегічна оборонна ініціатива, системи протиракетної оборони, призначеної для захисту Сполучених Штатів від нападу балістичної стратегічної ядерної зброї. Ці історичні факти повноцінно представлені в сюжеті роману. Роман також продовжує елементи, викладені в попередньому романі «Полювання на Червоний Жовтень» (1984), включаючи схожість Філітова та Раміуса в мотивації вчинення зради власної країни.

## Критика
Книга стала бестселером року, було продано 1 277 000 примірників у твердій палітурці. 
Роман отримав позитивні відгуки критиків: 
- Kirkus Reviews похвалив книгу як «менше покладену на техніку, ніж у попередніх роботах Кленсі, і наповнену паралельними сюжетними лініями, більшість із яких розважальні. Багато „екшну“; жодних дурних речей».[4]
- У рецензії на книгу Роберта Лекахмана для «The New York Times» книгу було названо «безумовно найкращою з серії про Джека Раяна», додавши: «викриття таємного агента титулу, Кардинала, є такою складною вправою в ремеслі шпигунства, з якою я ще не стикався».[5]
- Боб Вудворд, рецензуючи для «The Washington Post», вважав книгу «чудовим шпигунським романом», який "конкурує з попереднім романом Кленсі «Полювання на Червоного Жовтня», перевершує його роман «Червоний шторм підіймається» та обертається навколо його «Патріотичних ігор»".[6]

## Адаптації

### Відеогра
«Кремлівський кардинал» — це також назва відеогри 1991 року, заснованої на романі, яка є симулятором глобального управління, розробленим для платформи Amiga.

### Фільм
Після виходу фільму «Пряма та очевидна загроза» (1994) планувалося зняти фільм і за мотивами книги «Кремлівський кардинал», такі сценаристи, як Джон Міліус і Лі та Джанет Скотт Бетчлери розглядалися для написання адаптації сценарію, але сюжет було визнано надто складним для адаптації, що призвело до того, що продюсер Мейс Нойфельд придбав права на наступний роман Кленсі «Сума всіх страхів». Гаррісон Форд збирався повторити свою роль Джека Раяна, зігравши разом з Вільямом Шатнером.